# リュウキコウ
リュウキコウは日本の競走馬。第28回阪神3歳ステークス優勝馬である。
- なお、当項目では馬齢については原則旧表記（数え年）で表記する。

## 略歴

### 3歳時
1974年5月21日に誕生したリュウキコウは、1976年9月19日のデビュー戦を阪神競馬場で迎えた。以後すべての競走に騎乗する久保敏文の手綱によって勝利し、競走生活を好スタートで始める事となった。
その後は、4戦2勝2着1回の戦績で第28回阪神3歳ステークスに出走した。当日の人気は7頭中5番人気と低評価だったが、レースは上位人気の先行馬が競り合った結果、後方待機策を採ったリュウキコウの末脚が決まり、重賞初制覇と共に関西の3歳王者となった。
しかし、この年の最優秀3歳牡馬は、同日に関東の中山競馬場で行われた朝日杯3歳ステークスを、1分34秒4という破格のレコードタイムで優勝したマルゼンスキーが受賞。フリーハンデでも同馬の57kgに比べ、54kgという評価となった。

### 4歳時
翌1977年は、クラシック路線を目指し挑戦したきさらぎ賞をレコードタイムで優勝。この世代のエース格であるマルゼンスキー不在と言う事もあり、朝日杯2着馬・ヒシスピードと共にクラシック候補に挙げられた。しかし、次走スプリングステークスを4着（優勝馬ヨシノリュウジン）に敗れて以降は精彩を欠き、肝心の三冠レースは皐月賞16着（同ハードバージ）・東京優駿（日本ダービー）5着（同ラッキールーラ）・菊花賞6着（同プレストウコウ）と悉く敗れ、クラシック制覇は成らなかった。

### 5歳時
古馬となった1978年、緒戦のスポーツニッポン賞金杯6着敗戦直後に故障が判明し休養。8か月後の復帰戦は2着惜敗に終わったものの、次走の京都大賞典でハシコトブキに2馬身半差を付け差し切り、1年8ヶ月振りの勝利を挙げた。さらに、目黒記念（秋）でもカネミノブを破って重賞2連勝を遂げ、天皇賞（秋）では1番人気での出走となった。
この第78回天皇賞は、スタート時に発馬機のゲートが開かず、発走やり直し（カンパイ）となった。改めてスタートが切られると、4番人気のプレストウコウが暴走気味に逃げる形となる。リュウキコウは最後方から最後の直線で追い込んだが、優勝馬テンメイ以下を捉え切れず0.5秒差の4着。次走の有馬記念（7番人気）は、下位人気（9番人気）のカネミノブに大きく遅れを取る11着惨敗に終わった。

### 6歳以降
その後も現役を続けたリュウキコウは、第27回阪神大賞典2着以外は大した見せ場無く、8歳で引退するまで23連敗。1981年緒戦の金杯では久し振りに3着と気を吐いたが、次走の日経新春杯で最下位に終わり、これを最後に競走馬を引退した。

## 血統表
| リュウキコウの血統（ボワルセル系 / Udaipur (Umidwar) 4x5=9.38%、 Tourbillon (Diademe) 5x5=6.25%、 Blandford 5x5=6.25%） | リュウキコウの血統（ボワルセル系 / Udaipur (Umidwar) 4x5=9.38%、 Tourbillon (Diademe) 5x5=6.25%、 Blandford 5x5=6.25%） | リュウキコウの血統（ボワルセル系 / Udaipur (Umidwar) 4x5=9.38%、 Tourbillon (Diademe) 5x5=6.25%、 Blandford 5x5=6.25%） | （血統表の出典）      | （血統表の出典） |
| 父 リュウファーロス 1963 栗毛 日本                                                                                      | 父の父*ヒンドスタン Hindostan 1946 黒鹿毛 イギリス                                                                      | Bois Roussel | Vatout                | Vatout           |
| 父 リュウファーロス 1963 栗毛 日本                                                                                      | 父の父*ヒンドスタン Hindostan 1946 黒鹿毛 イギリス                                                                      | Bois Roussel | Plucky Liege          |                  |
| 父 リュウファーロス 1963 栗毛 日本                                                                                      | 父の父*ヒンドスタン Hindostan 1946 黒鹿毛 イギリス                                                                      | Sonibai | Solario               | Solario          |
| 父 リュウファーロス 1963 栗毛 日本                                                                                      | 父の父*ヒンドスタン Hindostan 1946 黒鹿毛 イギリス                                                                      | Sonibai | Udaipur               |                  |
| 父 リュウファーロス 1963 栗毛 日本                                                                                      | 父の母*ドルガ Dolga 1955 栗毛 フランス                                                                                  | *ガルカドール Galcador                                                                                                  | Djebel                | Djebel           |
| 父 リュウファーロス 1963 栗毛 日本                                                                                      | 父の母*ドルガ Dolga 1955 栗毛 フランス                                                                                  | *ガルカドール Galcador                                                                                                  | Pharyva               |                  |
| 父 リュウファーロス 1963 栗毛 日本                                                                                      | 父の母*ドルガ Dolga 1955 栗毛 フランス                                                                                  | Callixene | Jock                  | Jock             |
| 父 リュウファーロス 1963 栗毛 日本                                                                                      | 父の母*ドルガ Dolga 1955 栗毛 フランス                                                                                  | Callixene | Albarelle             |                  |
| 母 リュウアイアンス 1967 鹿毛 日本                                                                                      | 母の父*ザラーズストラ Zarathustra 1951 黒鹿毛 イギリス                                                                  | Persian Gulf | Bahram                | Bahram           |
| 母 リュウアイアンス 1967 鹿毛 日本                                                                                      | 母の父*ザラーズストラ Zarathustra 1951 黒鹿毛 イギリス                                                                  | Persian Gulf | Double Life           |                  |
| 母 リュウアイアンス 1967 鹿毛 日本                                                                                      | 母の父*ザラーズストラ Zarathustra 1951 黒鹿毛 イギリス                                                                  | Salvia | Sansovino             | Sansovino        |
| 母 リュウアイアンス 1967 鹿毛 日本                                                                                      | 母の父*ザラーズストラ Zarathustra 1951 黒鹿毛 イギリス                                                                  | Salvia | Love in The Mist      |                  |
| 母 リュウアイアンス 1967 鹿毛 日本                                                                                      | 母の母*スパニッシュアリアンス Spanish Alliance 1960 鹿毛 イギリス                                                       | *マタドア Matador | Golden Cloud          | Golden Cloud     |
| 母 リュウアイアンス 1967 鹿毛 日本                                                                                      | 母の母*スパニッシュアリアンス Spanish Alliance 1960 鹿毛 イギリス                                                       | *マタドア Matador | Spanish Galantry      |                  |
| 母 リュウアイアンス 1967 鹿毛 日本                                                                                      | 母の母*スパニッシュアリアンス Spanish Alliance 1960 鹿毛 イギリス                                                       | Eugenie of Chantry | Ujiji                 | Ujiji            |
| 母 リュウアイアンス 1967 鹿毛 日本                                                                                      | 母の母*スパニッシュアリアンス Spanish Alliance 1960 鹿毛 イギリス                                                       | Eugenie of Chantry | Lady Chantry F-No.1-l |                  |